# Yondo Yvan
Yondo Yvan (Douala, 1986. augusztus 5. –) 1986-ban született Kamerunban. Kiskamasz koráig ott nevelkedett, majd tanulmányait Franciaországban folytatta, ahol jelenleg két testvére is él.
Magyarországra 2006-ban érkezett menedzserével, ahol próbajátékra jelentkezett az FC Tatabányánál. Sajnos a próbajáték alatt megsérült, így a tárgyalások megszakadtak.
Ezután került meggyőző próbajáték után 2007 augusztusában a Bicske csapatához. Később a Budatétény csapatához igazolt, ahol nem lépett pályára. Magánéleti problémák miatt több év kihagyás után karrierjét a Siófok NB1-es focicsapatában folytatta, ahonnan a 2012-es tavaszi szezonban újra a Bicskéhez igazolt.
A bicskei csapatnál posztja csatár volt, a siófoki csapatnál a védő posztot erősítette.
2013-as tavaszi szezonban a Balatoni Vasas Sport Egyesület csapatához igazolt.
A Balatoni Vasas SE felnőtt csapatának színeiben II. helyezést ért el az MLSZ Somogy Megyei I. osztályú férfi felnőtt nagypályás bajnokságában a 2013-2014 évi kiírásában. Valamint ugyanebben az osztályban Magyar Kupa győzelmet szerzett csapatával a 2013-2014-es évadban. A 2015-ös szezonban a Balatonlelle csapatához szerződött. Majd Vida András edzővel együtt, akivel korábban már a Balatoni Vasasnál is sikeresen együttműködtek, a Karád SC csapatához szerződött.
2017-ben edzőjével visszatért a Balatoni Vasahoz, ahol egy szezont töltött el.
2018-ban a Tamási 2009 FC-hez igazolt, ahol a védő poszton a csapat meghatározó játékosa.
A 2015-ben megalakult African Footballers in Hungary egyesület alapító tagja és elnöke, ahol küldetésük a Magyarországra újonnan érkező és itt játszó afrikai futballisták beilleszkedésének segítése a magyar társadalomba és klubéletbe. Széles körben megismertetni a magyar futball által nyújtott lehetőségeket az afrikai országokban és az Európában élő afrikai közösségekben.

## Korábbi klubjai
2011.08.17 B.F.C. SIÓFOK SPORTSZOLGÁLTATÓ KORLÁTOLT FELELŐSSÉGŰ TÁRSASÁG Átigazolás
2008.03.28 BUDATÉTÉNY SPORTEGYESÜLET Átigazolás
2007.08.24 BICSKEI TORNA CLUB Átigazolás
2013.02.27.BALATONI VASAS SPORT EGYESÜLET Új Átigazolás
2013/2014 - BALATONI VASAS SE, SIÓFOKI BÁNYÁSZ SE
2014/2015 - BALATONI VASAS SE, SIÓFOKI BÁNYÁSZ SE
2015/2016 - KARÁD SC, BALATONLELLE SE, Plázs SIÓFOK
2016/2017 - KARÁD SC
2017/2018 - BALATONI VASAS SE
2018/2019 - TAMÁSI 2009 FC
2019/2020 - TAMÁSI 2009 FC